# Handboll vid panamerikanska spelen
Handboll vid panamerikanska spelen har spelats sedan 1987.

## Historisk överblick över grenar
| Grenar / År         | 1987 | 1991 | 1995 | 1999 | 2003 | 2007 | 2011 | 2015 | 2019 | 2023 |
| ------------------- | ---- | ---- | ---- | ---- | ---- | ---- | ---- | ---- | ---- | ---- |
| Damernas turnering  | X    |      | X    | X    | X    | X    | X    | X    | X    | X    |
| Herrarnas turnering | X    | X    | X    | X    | X    | X    | X    | X    | X    | X    |

## Medaljsammanfattning

### Damernas turnering
| Spel (gren) | Värdort – damernas handboll            | Vinnare   | Tvåa      | Trea                    | Fyra                    |
| ----------- | -------------------------------------- | --------- | --------- | ----------------------- | ----------------------- |
| 1987        | Indianapolis, USA                      | USA       | Kanada    | Brasilien               | Kuba                    |
| 1995        | Mar del Plata, Argentina               | USA       | Kanada    | Brasilien               | Kuba                    |
| 1999        | Winnipeg, Kanada                       | Brasilien | Kanada    | Kuba                    | USA                     |
| 2003        | Santo Domingo, Dominikanska republiken | Brasilien | Argentina | Uruguay                 | USA                     |
| 2007        | Rio de Janeiro, Brasilien              | Brasilien | Kuba      | Argentina               | Dominikanska republiken |
| 2011        | Guadalajara, Mexiko                    | Brasilien | Argentina | Dominikanska republiken | Mexiko                  |
| 2015        | Toronto, Kanada                        | Brasilien | Argentina | Uruguay                 | Mexiko                  |
| 2019        | Lima, Peru                             | Brasilien | Argentina | Kuba                    | USA                     |
| 2023        | Santiago, Chile                        | Brasilien | Argentina | Paraguay                | Chile                   |

### Herrarnas turnering
| Spel (gren) | Värdort – herrarnas handboll           | Vinnare   | Tvåa      | Trea      | Fyra                    |
| ----------- | -------------------------------------- | --------- | --------- | --------- | ----------------------- |
| 1987        | Indianapolis, USA                      | USA       | Kuba      | Brasilien | Kanada                  |
| 1991        | Havanna, Kuba                          | Kuba      | Brasilien | USA       | Kanada                  |
| 1995        | Mar del Plata, Argentina               | Kuba      | Brasilien | Argentina | USA                     |
| 1999        | Winnipeg, Kanada                       | Kuba      | Brasilien | Argentina | USA                     |
| 2003        | Santo Domingo, Dominikanska republiken | Brasilien | Argentina | USA       | Uruguay                 |
| 2007        | Rio de Janeiro, Brasilien              | Brasilien | Argentina | Kuba      | Uruguay                 |
| 2011        | Guadalajara, Mexiko                    | Argentina | Brasilien | Chile     | Dominikanska republiken |
| 2015        | Toronto, Kanada                        | Brasilien | Argentina | Chile     | Uruguay                 |
| 2019        | Lima, Peru                             | Argentina | Chile     | Brasilien | Mexiko                  |
| 2023        | Santiago, Chile                        | Argentina | Brasilien | Chile     | USA                     |